# Пурбах-ам-Нойзідлер-Зее
Пурбах-ам-Нойзідлер-Зее (нім. Purbach am Neusiedler See) — місто та міська громада в політичному окрузі Айзенштадт-Умгебунг федеральної землі Бургенланд, в Австрії.
Пурбах-ам-Нойзідлер-Зее лежить на висоті  128 м над рівнем моря і займає площу  45,75 км². Місто налічує 2718 осіб. 
Густота населення 59,41 осіб/км².  
|                                                  |
| Пурбах-ам-Нойзідлер-Зее на мапі округу та землі. |

 Адреса управління міста: Гауптгассе, 38, 7083 Пурбах-ам-Нойзідлер-Зее (нім. Hauptgasse 38, 7083 Purbach am Neusiedler See).

## Демографія
Історична динаміка населення міста за даними сайту Statistik Austria

## Виноски
- Офіційна сторінка(нім.)